# Izydor (Fakitsas)
Izydor, imię świeckie Elias Fakitsas – duchowny prawosławnego Patriarchutu Jerozolimy, od 2013 arcybiskup Hierapolis.

## Życiorys
17 września 2008 uzyskał godność archimandryty. Chirotonię biskupią otrzymał 16 marca 2013.